# Dentzel Carousel Company
La G.A. Dentzel Carousel Company, connue dans un premier temps sous le nom G.A. Dentzel, Steam and Horsepower Caroussell Builder est un ancien constructeur américain de carrousels qui était basé à Philadelphie, en Pennsylvanie (États-Unis), à la fin du XIXe siècle et au début du XXe siècle. 

## Histoire

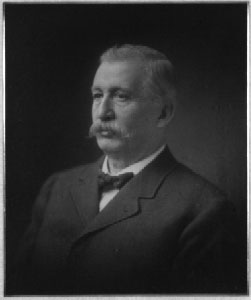
Gustav Dentzel

Gustav Dentzel, son fondateur originaire d'Allemagne a immigré aux États-Unis en 1860. Ayant sculpté des carrousels pour son père avant d'immigrer, il ouvre une boutique d'ébénisterie sur l'avenue Germantown à Philadelphie. Il se lasse de l'ébénisterie et décide de s'essayer à la construction d'un petit carrousel portable avec lequel il pourrait voyager à travers le pays. Après avoir constaté l'enthousiasme des gens pour son carrousel, il décide d'y travailler à temps plein à partir de 1867. Il embauche d'autres ébénistes à ses côtés dont d'autres immigrés d'Europe,,.
Son fils William reprend l'affaire après la mort de Gustav en 1909 et continue à fabriquer des carrousels jusqu'en 1928, avec des employés tels que les maîtres-sculpteurs Salvatore "Cherni" Cernigliaro et Daniel Muller. Après la mort de William, Muller forme sa propre société de carrousel, tandis que l'équipement Dentzel et le stock restant sont vendus à la Philadelphia Toboggan Company,. 
On estime qu'il existe encore environ 150 créations de la Dentzel Company.

## Réalisations
Liste non exhaustive des réalisations de la Dentzel Carousel Company.
| Nom                            | Année | Localisation                      | Ville                        | Historique |
| ------------------------------ | ----- | --------------------------------- | ---------------------------- | --- |
| King Arthur Carrousel          | 1922  | Disneyland                        | Anaheim, Californie          | Sunnyside Amusement Park (1922-1955) |
| Merry-Go-Round                 | 1912  | Knott's Berry Farm                | Buena Park, Californie       | Hersheypark (1912-1936) Brady Park (1936-1955) |
| Merry-Go-Round                 | 1907  | Castle Park                       | Riverside, Californie        | Hersheypark (1907-????) Knott's Berry Farm (1950's-1984) |
| Dentzel Carousel               | 1921  | Zoo de San Francisco              | San Francisco, Californie    | |
| Carrousel                      | 1900  | Children's Museum of Indianapolis | Indianapolis, Indiana        | Broad Ripple Park (1917-1956) Parks Department Indianapolis (1956-1969) |
| Carousel                       | 1902  | Riverside Amusement Park (en)     | Logansport, Indiana          | Robison Park (1902-1919) Spencer Park (1919-1950) |
| Dentzel Carousel               | 1921  | Glen Echo Park (en)               | Glen Echo, Maryland          | |
| Chesapeake Carousel            | 1905  | Watkins Regional Park             | Upper Marlboro, Maryland     | |
| Dentzel Carousel               | 1904  | Highland Park                     | Meridian, Mississippi        | St. Louis Exposition (1904) |
| St. Louis Carousel             | 1921  | Faust County Park                 | Chesterfield, Missouri       | Forest Park Highlands (1929-1963) Démonté (1963-1965) Sylvan Springs Co. Park (1965-1980) Démonté (1980-1987)                                                                       |
| Antique Carousel               | 1902  | Canobie Lake Park                 | Salem, New Hampshire         | |
| Dr. Floyd L. Moreland Carousel | 1910  | Casino Pier                       | Seaside Heights, New Jersey  | |
| Carousel                       | 1905  | Ontario Beach Park                | Rochester, New York          | |
| Carousel                       | 1905  | Burlington City Park              | Burlington, Caroline du Nord | Locust Point (????-1924) Forest Park (1924-1948) |
| Gustave A. Dentzel Carousel    | 1912  | Pullen Park                       | Raleigh, Caroline du Nord    | Bloomsbury Park (1912-1921) |
| Kiddy Kingdom Carrousel        | 1921  | Cedar Point                       | Sandusky, Ohio               | Hunting Park-Germantown (????-1968) |
| Antique Carousel               | 1921  | Dorney Park                       | Allentown, Pennsylvanie      | Exposition Park (1921-????) Lk Lansing (1942-1971) Cedar Point (1971-1994) |
| Stoner Carousel                | 1924  | Stoner Carousel Association       | Lancaster, Pennsylvanie      | Rocky Springs Park (1901-1923) Rocky Springs Park (1924-1983) Lake Lansing Park (1983-1987) Dollywood (1990-1999)                                                                   |
| Weona Park Carousel            | 1900  | Weona Park                        | Pen Argyl, Pennsylvanie      | |
| Woodside Park Dentzel Carousel | 1902  | Please Touch Museum               | Philadelphie, Pennsylvanie   | Woodside Park (1902-1955) Rockaway Park (1956-1961) Démonté (1961-1962) St. John Terrell's Music Circus (1963-1966) Smithsonian Institution (1966-2005) En restauration (2005-2008) |
| Grand Carousel                 | 1926  | Kennywood                         | West Mifflin, Pennsylvanie   | |
| Memphis Grand Carousel         | 1909  | Children's Museum of Memphis      | Memphis, Tennessee           | |
| Silver Star Carousel           | 1926  | Six Flags Over Texas              | Arlington, Texas             | Rockaway Playland (1926-1963) |
| Dentzel Carousel               | 1923  | Fair Park                         | Dallas, Texas                | Carsonia Park (1923-1950) |
| Albany Carousel                | 1909  | Historic Downtown                 | Albany, Oregon               | Downtown Albany (2017) |

## Galerie

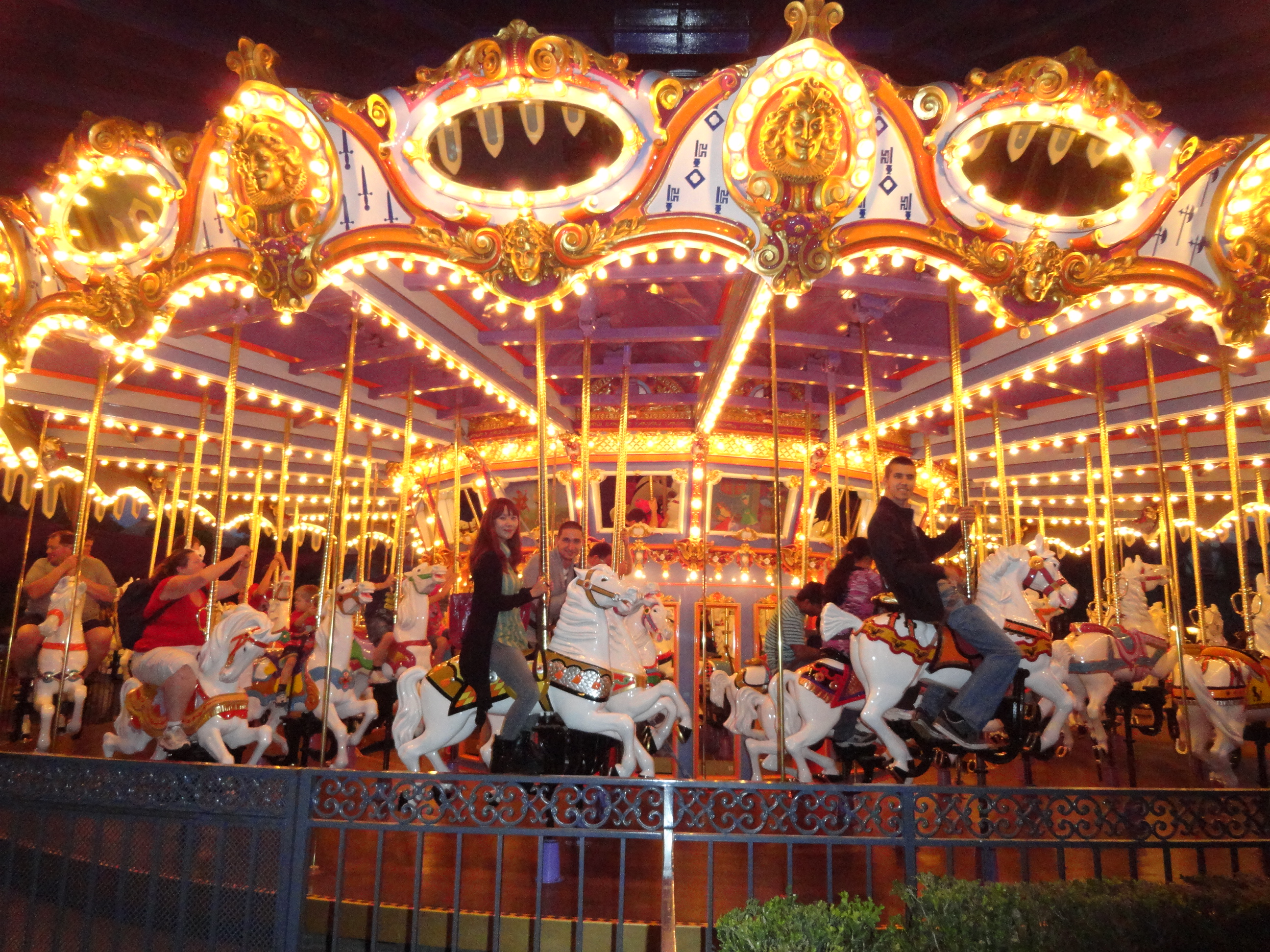
King Arthur Carrousel à Disneyland
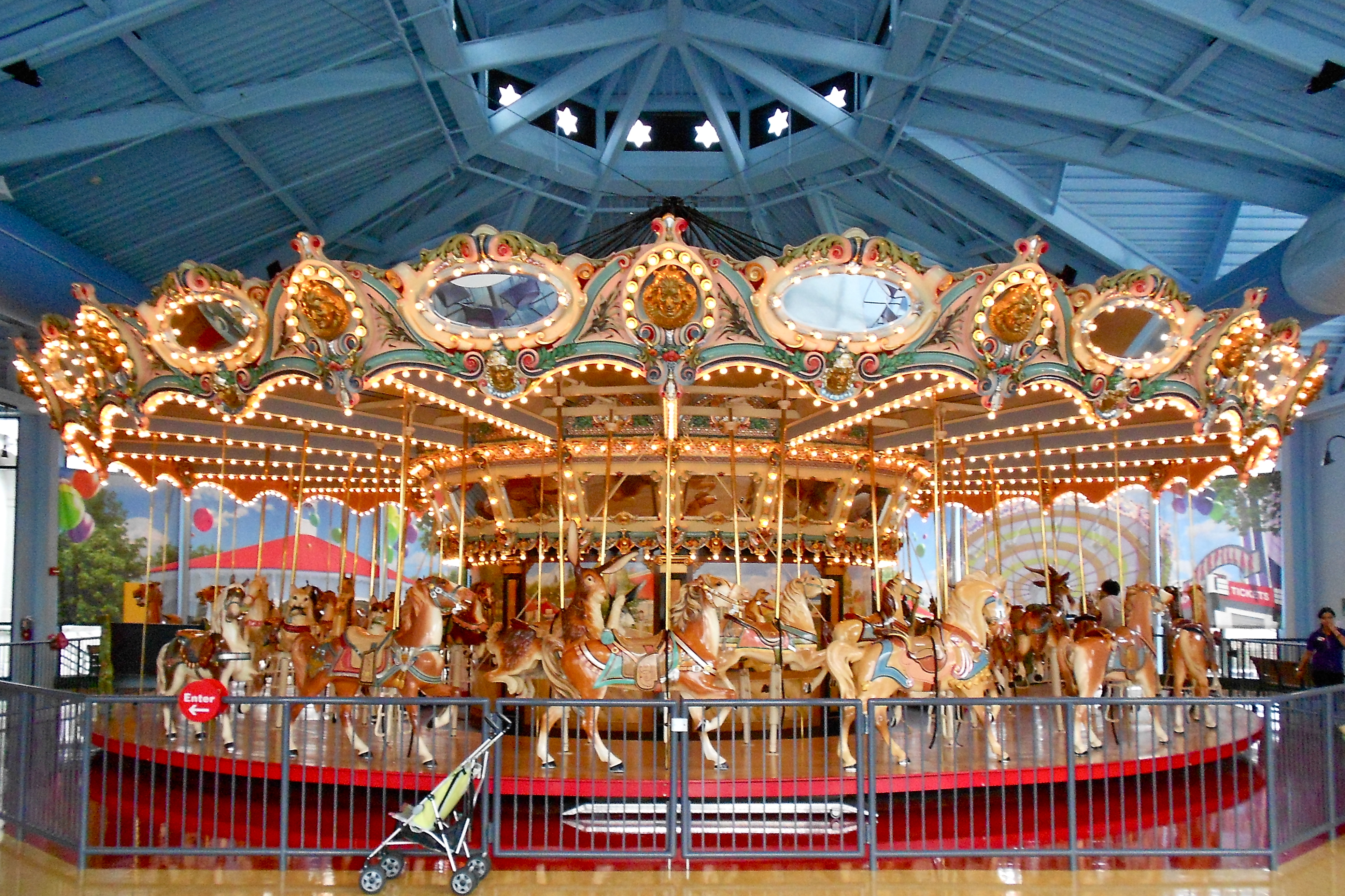
Carrousel du Woodside Amusement Park, maintenant installé au Please Touch Museum
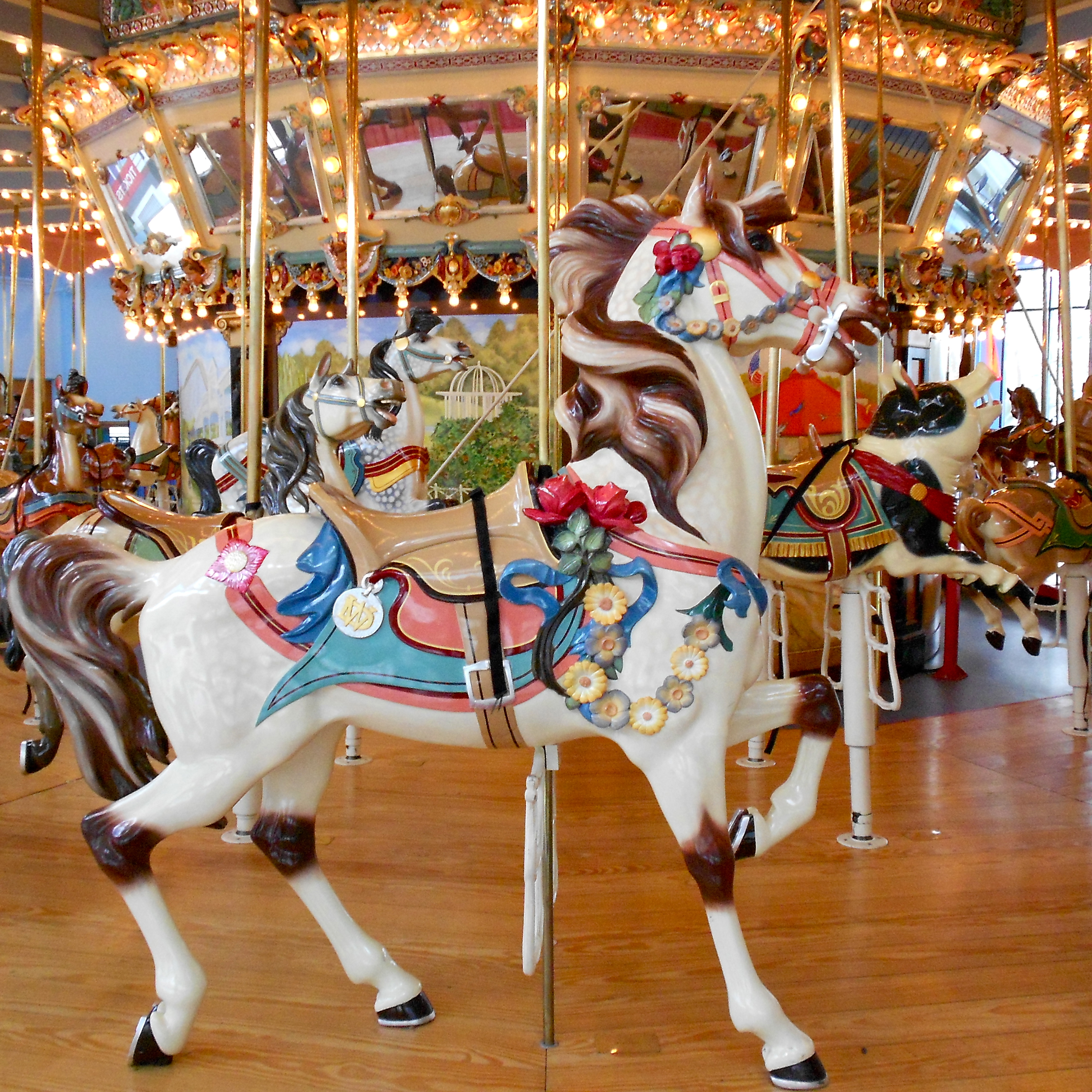
Cheval du carrousel de Woodside Amusement Park
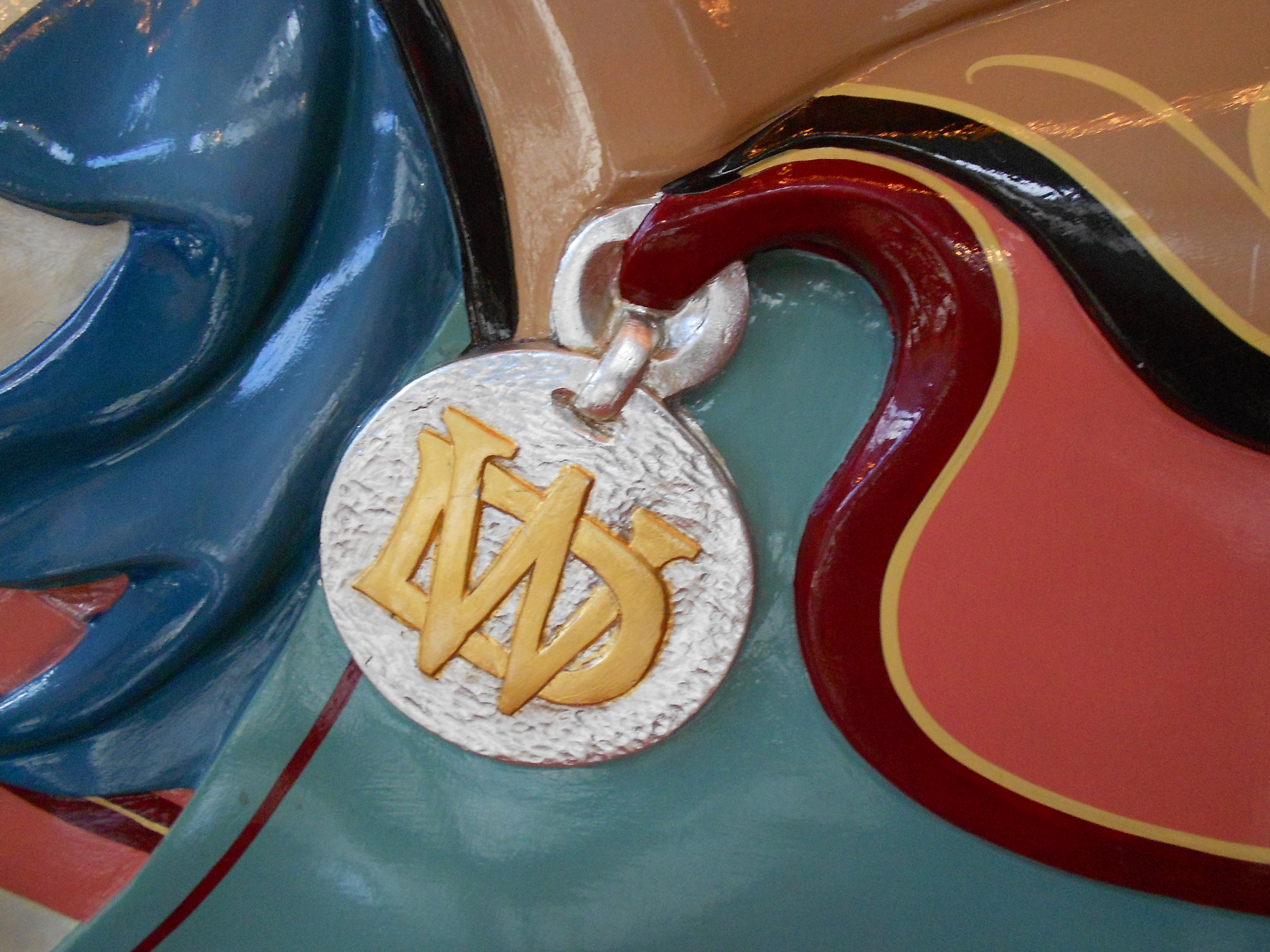
Signe de William Dentzel sur une des figures d'un carrousel
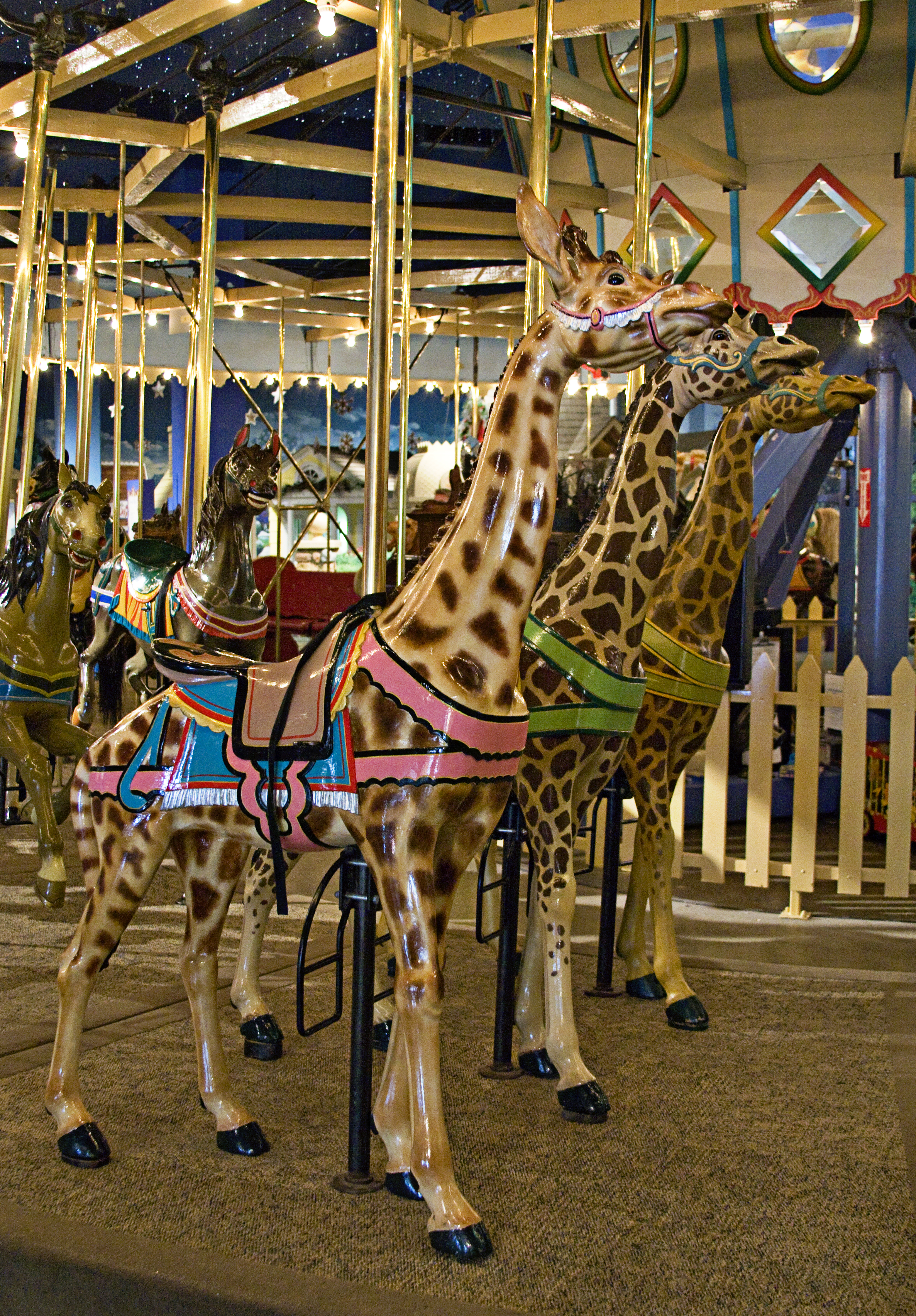
Rangée de girafes sur le Carrousel du Broad Ripple Park
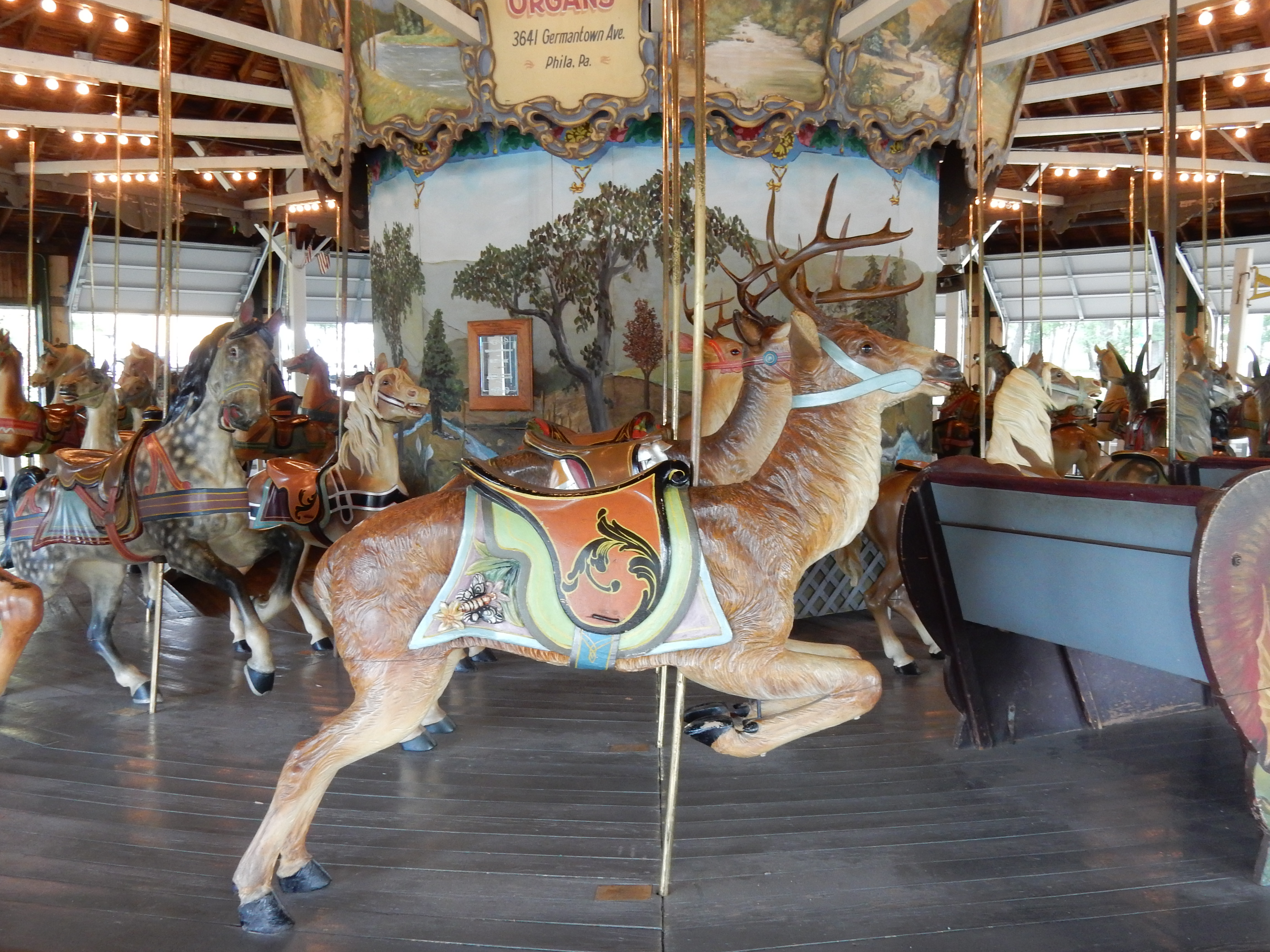
Cerfs du carrousel de Weona Park
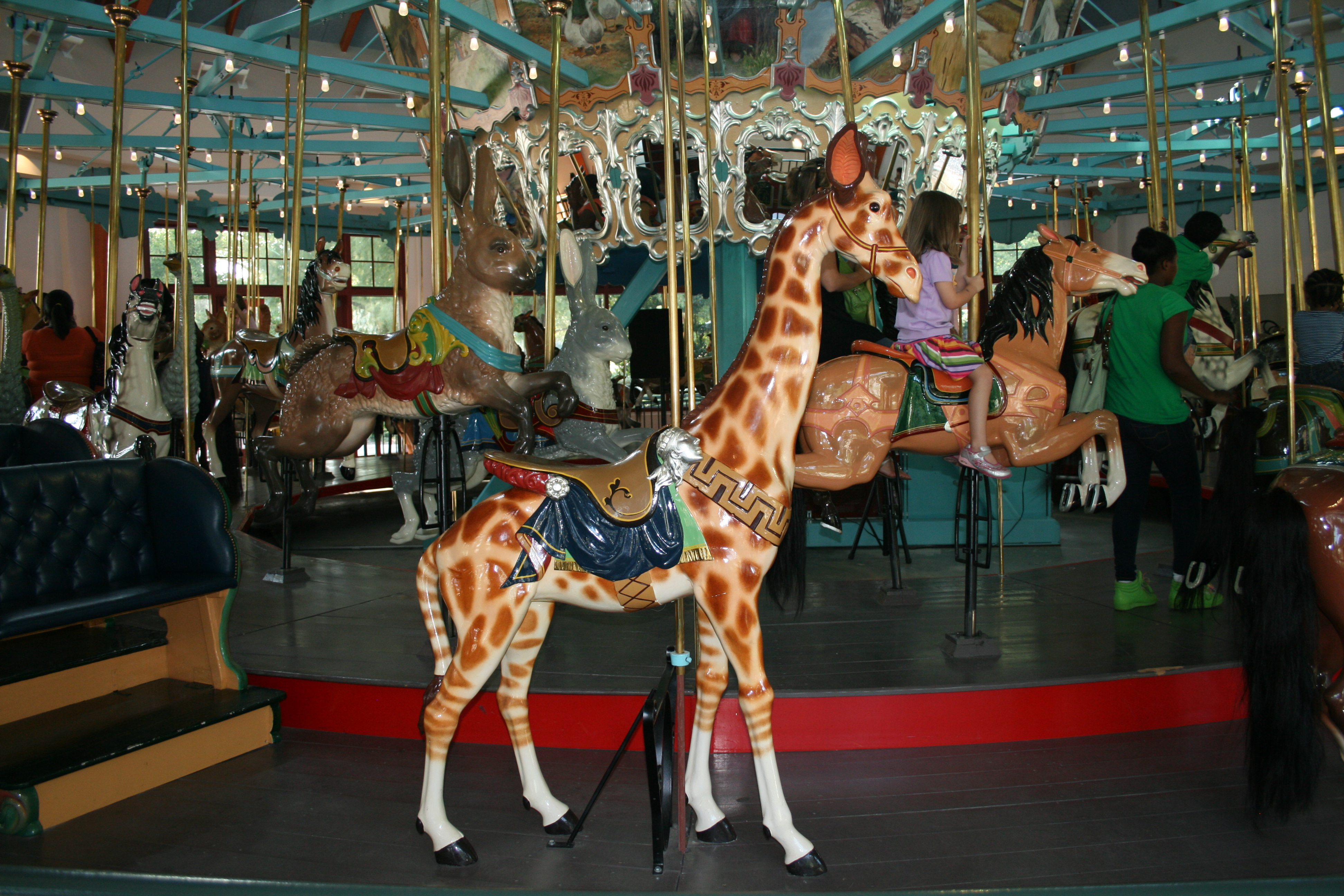
Girafe du carrousel de Pullen Park
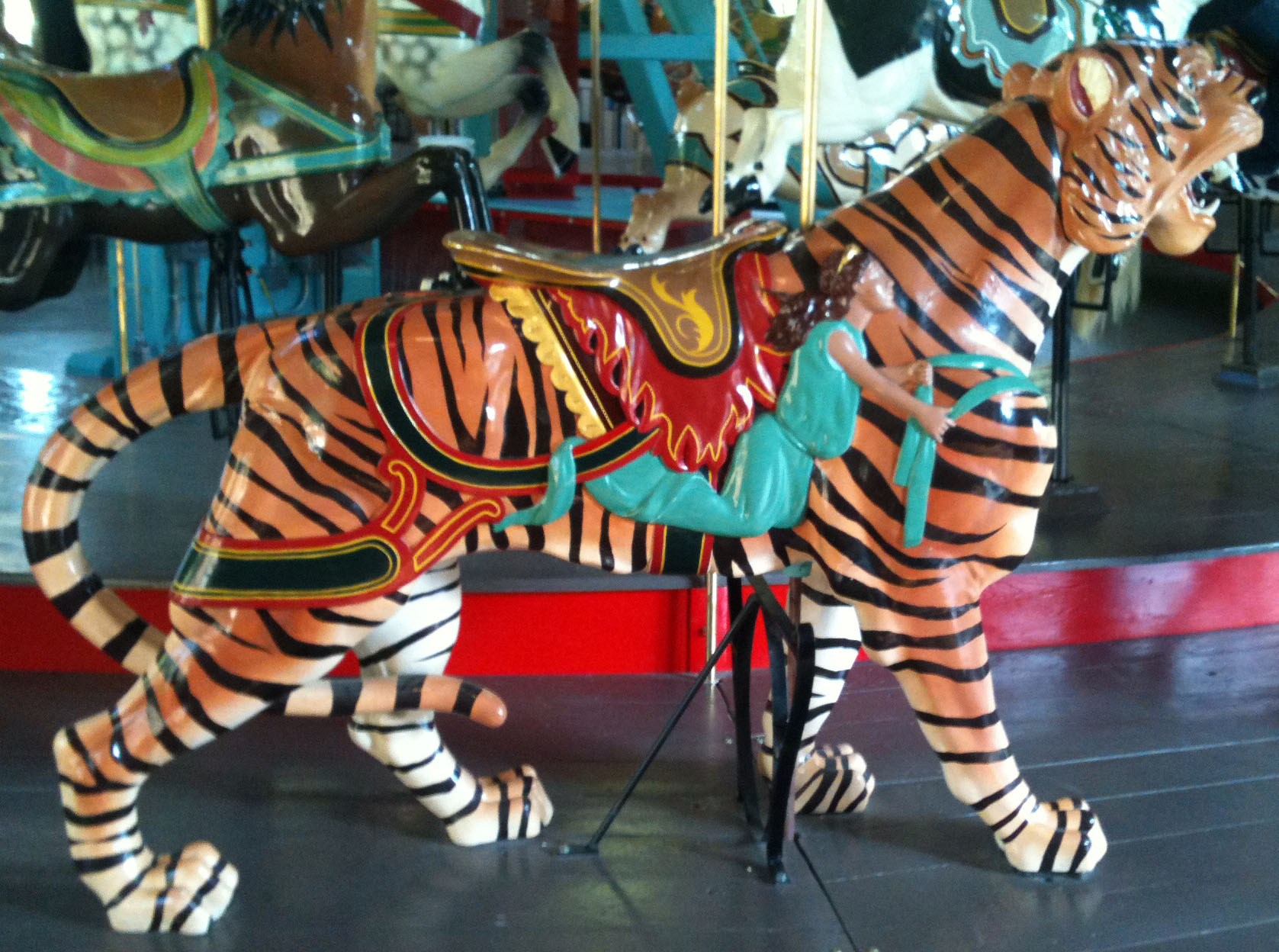
Tigre du carrousel de Pullen Park
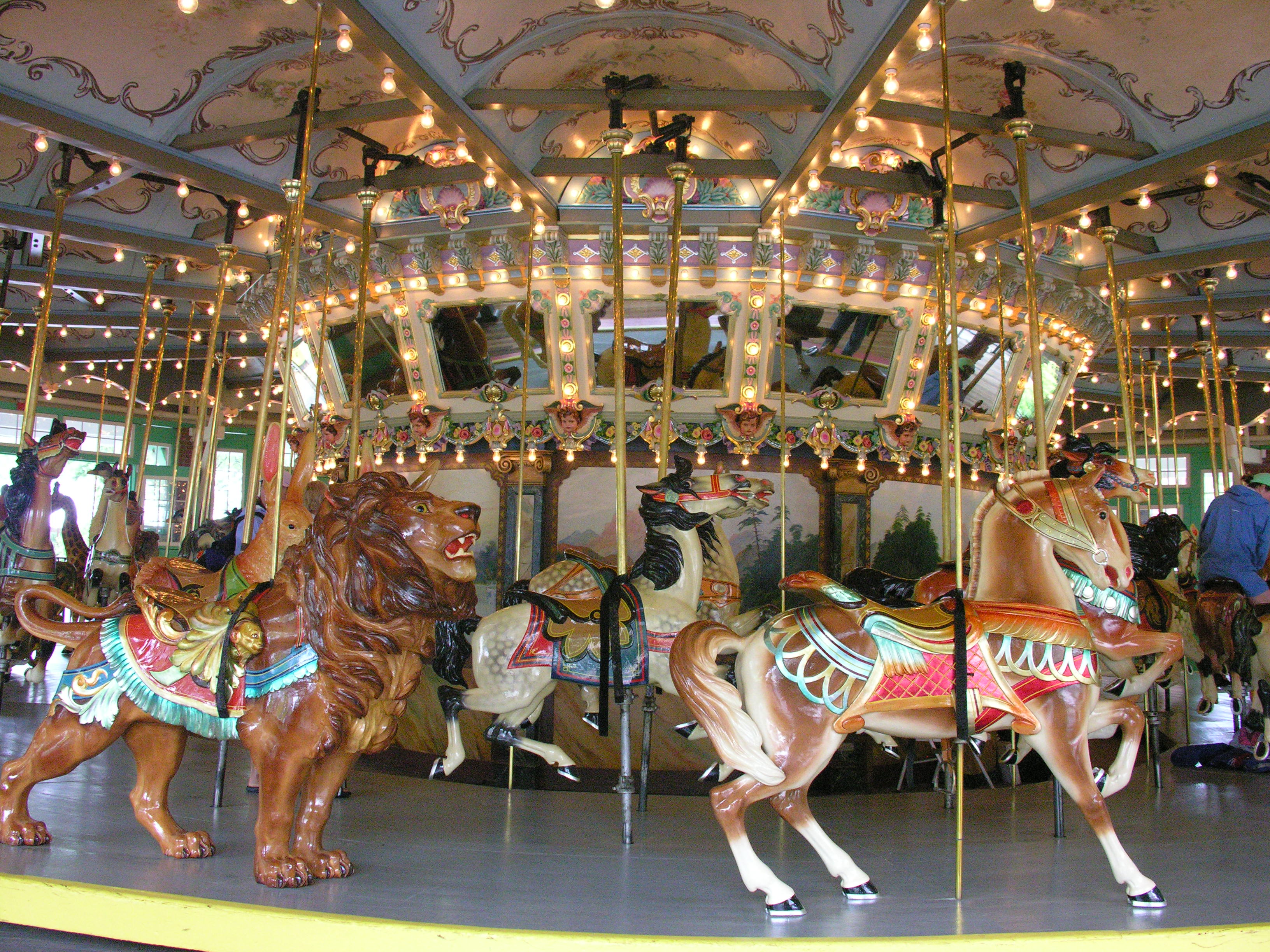
Carrousel de Glen Echo Park
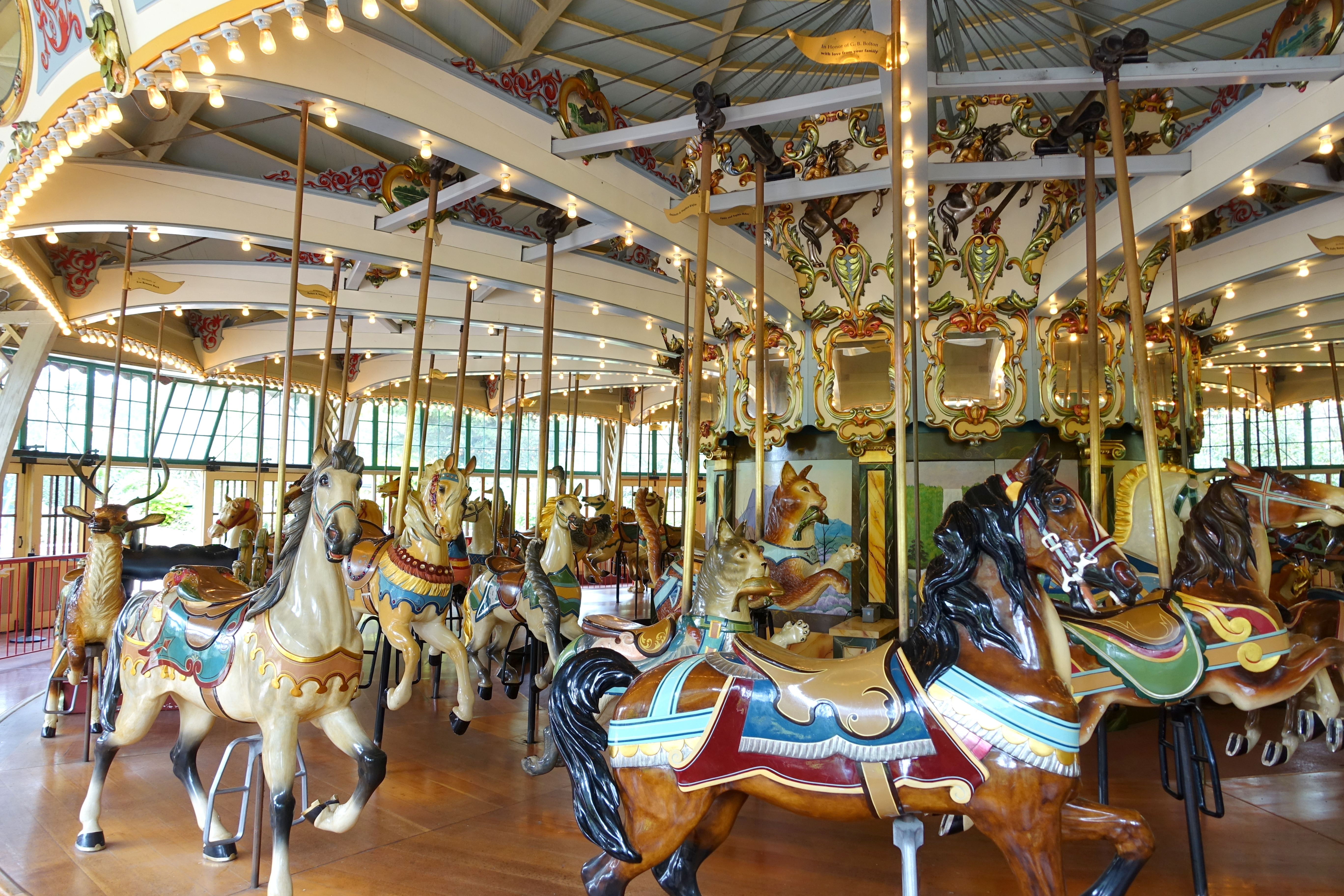
Carrousel du Zoo de San Francisco
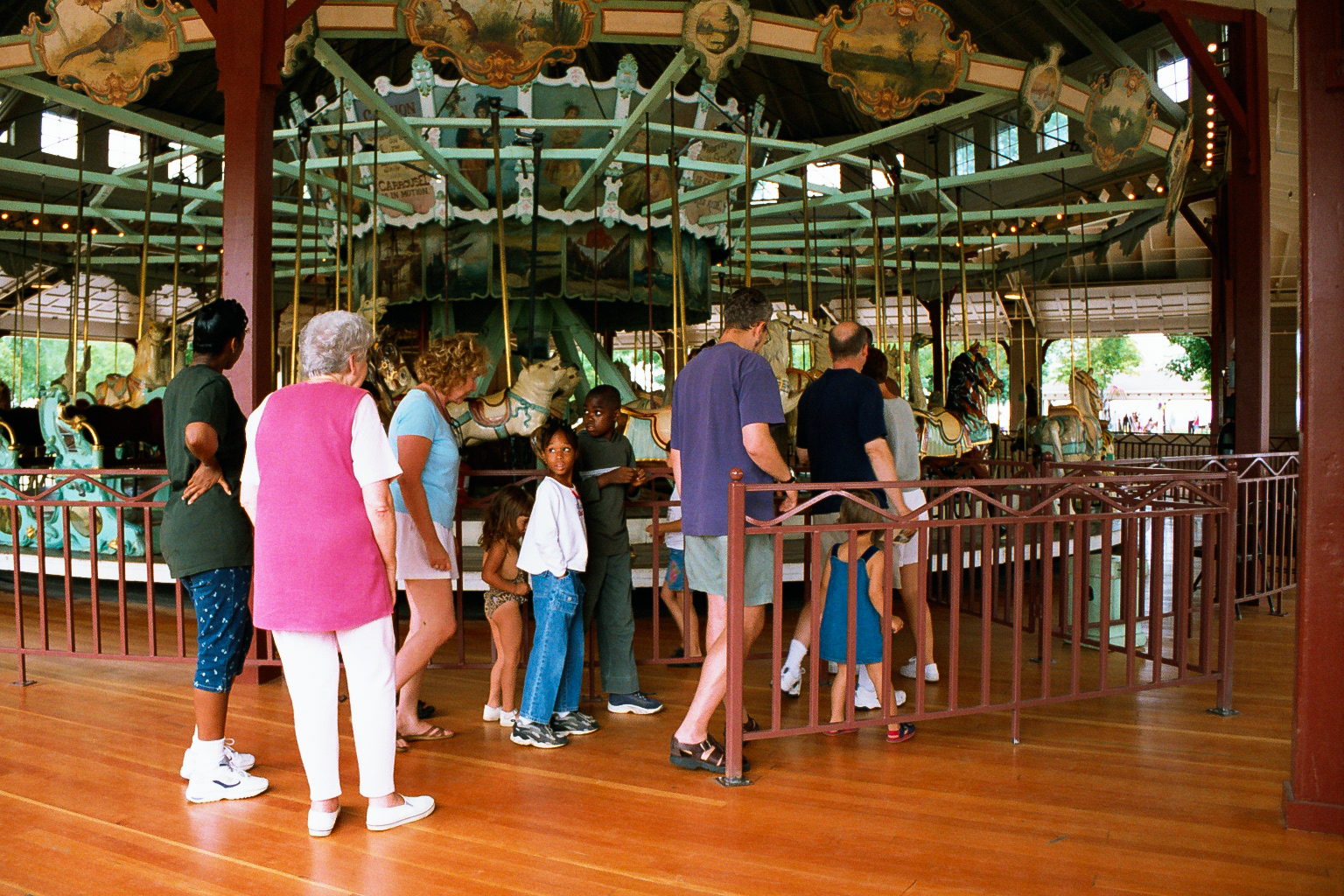
Carrousel de l'Ontario Beach Park
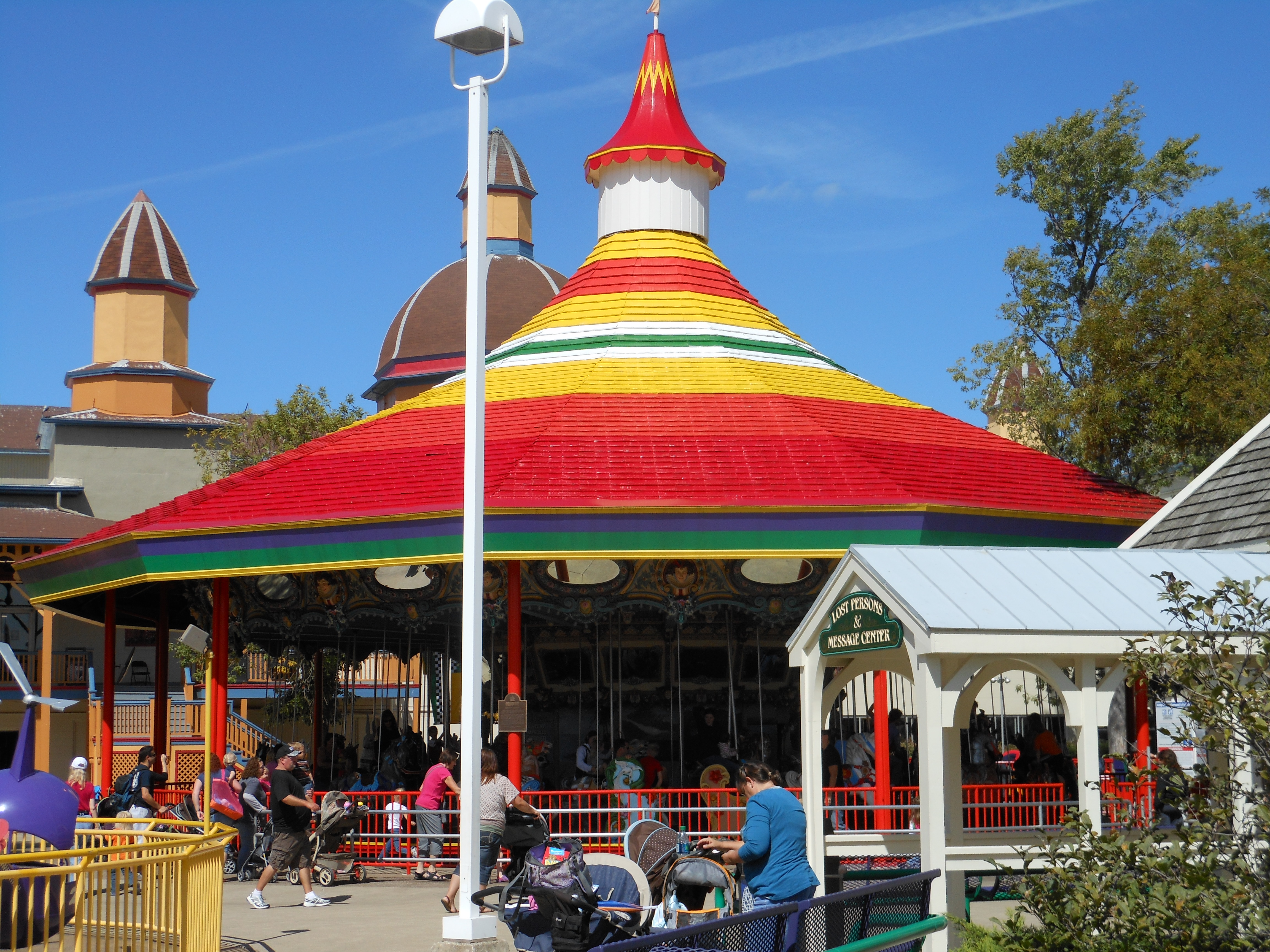
Carrousel à Cedar Point
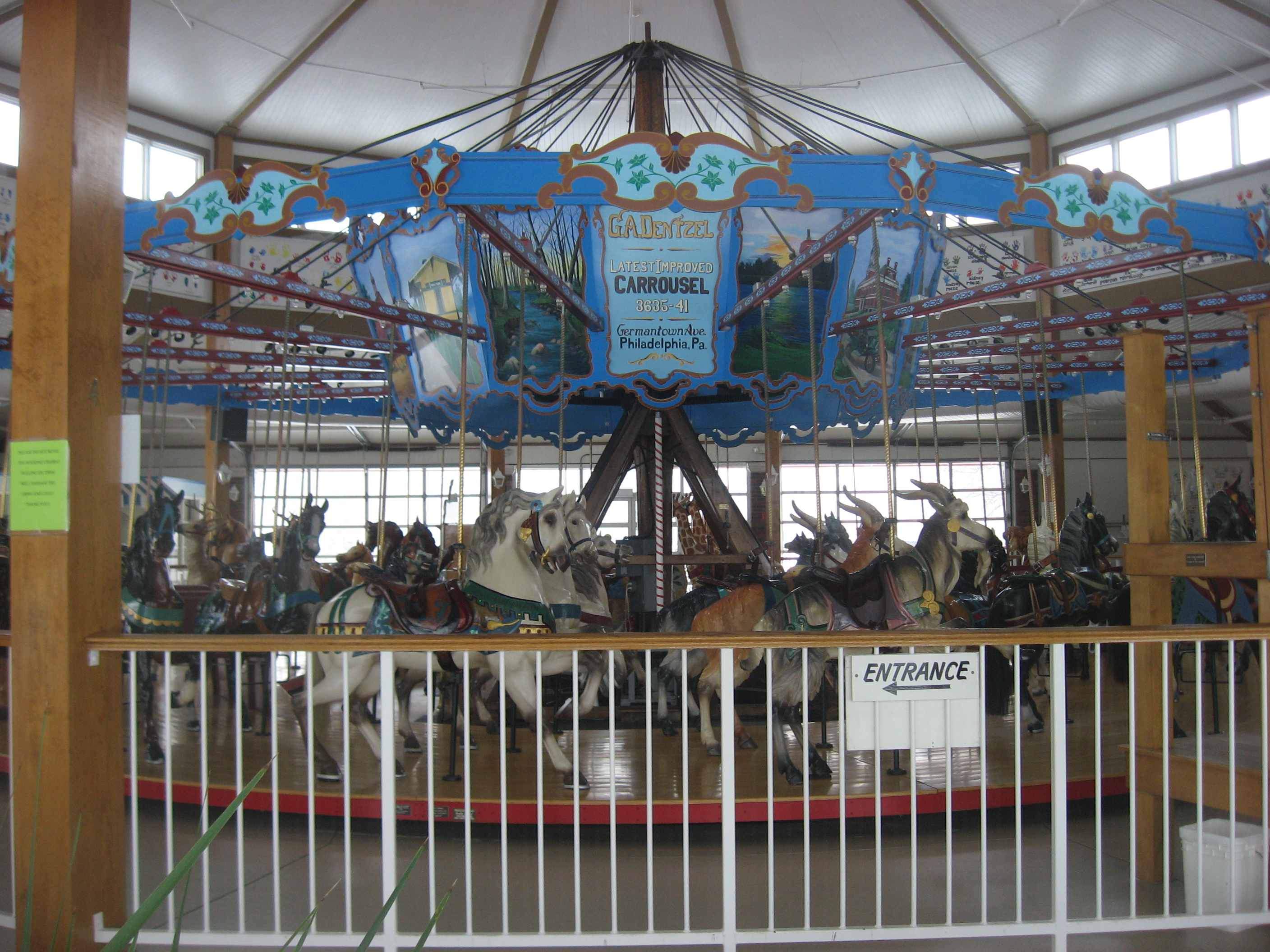
Carrousel de Spencer Park
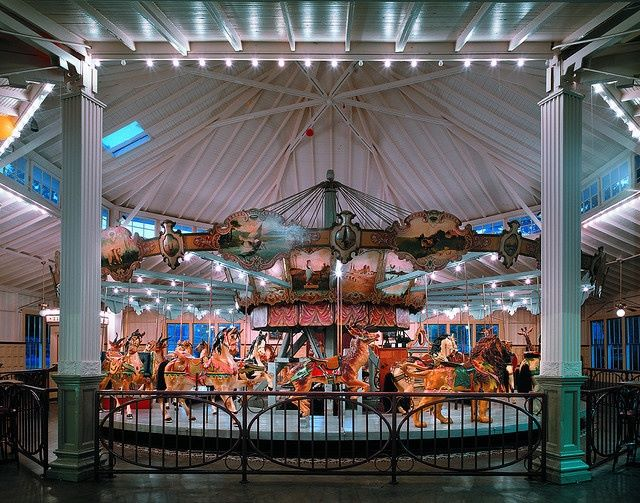
Carousel du Highland Park